# افغانستان در ۱۹۲۵
رویدادهایی که در سال ۱۹۲۵ میلادی در افغانستان رخ داده‌اند، در ذیل بیان شده‌اند.

## متصدیان
- پادشاه – امان‌الله خان

## ژانویه–می
امیر تدابیر جدی را روی دست می‌گیرد، تا از ظهور مجدد شورش در میان قبایل خوست که سال گذشته درد سر زیادی به وی داده بودند، جلوگیری کند. در اوایل فوریه، دو دکان‌دار در شهر کابل که اعضای جامعه مسلمانان احمدیه و پیروان ملا قادیان بودند، ملا قادیان نیز تابستان سال گذشته به جرم تحریک شورش اعدام شده بود، به جرم مرتد شدن سنگسار شدند. این سنگسار با بربریت تمام در مقابل چشمان مقامات افغان صورت گرفت. در جریان همین ماه یک حمله کلی به قبایل شورشی انجام شد. طبق روزنامه‌های افغانستان، در جریان دو هفته تمامی قریه‌های منتسب به قبیله منگل تصرف شدند، ۳٬۵۰۰ خانه بمباران و آتش زده شدند، ۱٬۵۷۵ شورشی کشته و مجروح گردیدند، ۴۶۰ زن و کودک بر اثر سرما و گرسنگی در جریان فرار در برف‌ها جان دادند و ۶٬۰۰۰ حیوان و مقدار زیاد غنیمت به‌دست آورده شد. نیروهای بازگشت‌کننده به‌طور پیروزمندانه وارد جلال‌آباد می‌شوند و امیر و مادرش گل‌ها را بر آن‌ها می‌افشاند. در ۲۵ می به تعداد ۶۰ شورشی که اغلب از غل‌زایی‌ها هستند به فرمان امیر کشته می‌شوند. امیر، پس از این شورش، دیگر به طرح‌های اصلاحی خود ادامه نمی‌دهد و کشور را به حالت سنتی آن رها می‌کند. وی انرژی خود را وقف افزایش قدرت نظامی ارتش خود می‌کند، پنجاه سرباز جوان افغان در بخش نیروهای هوایی آموزش می‌بینند و او چندین هواپیما از روسیه و مقدار زیاد مهمات از طریق هندوستان وارد می‌نماید.
با تلاش‌های جدی حکومت شوروی برای گسترش نفوذ روسیه بر افغانستان، مذاکرات برای یک کنوانسیون تجاری میان روسیه و افغانستان آغاز می‌شود و نفوذ روسیه به‌طور آهسته و مداوم برای کاوش‌های نفت در اطراف هرات و منطقه ترکستان افغانستان ادامه می‌یابد. حکومت افغانستان نگاه توأم با ناخشنودی به این فعالیت‌ها دارد و طرح‌های روسیه در اواخر ماه دسامبر کاملاً روشن می‌گردد، چون نیروهای روسی یک جزیره به‌نام درقد در دریای آمو را که همیشه خاک افغانستان قلم‌داد می‌شد، پس از نابودکردن دو پوسته افغانستان که از آن محافظت می‌کردند، اشغال می‌کند.

## ژوئن – اوت
«رویدادی» رخ می‌دهد، که برای مدتی روابط میان افغانستان و ایتالیا را خدشه‌دار می‌کند. یک مهندس ایتالیایی به‌نام داریو پیپیرنو که در کابل زندگی می‌کرد به اتهام کشتن یک پولیس افغان، که تلاش می‌کرد وی را به‌خاطر جرمی دست‌گیر کند، محکوم به مرگ می‌شود. پس از این‌که دولت ایتالیا پیشنهاد پرداخت «خون بهاء» را ارایه می‌نماید، وعده داده می‌شود که وی آزاد خواهد شد، اما بعد از این‌که خون بهاء نیز در موعد آن پرداخت می‌گردد، تبعه ایتالیایی در ۲ ژوئن اعدام می‌شود. بنیتو موسولینی پس از آن به‌طور رسمی مخالفت خود با این اعدام را اعلام نموده و یادداشتی به سفیر افغانستان در روم می‌دهد، در این یادداشت وی تقاضا می‌کند، که وزیر امور خارجه افغانستان باید شخصاً به سفیر روم در کابل به تماس شده و ندامت خود از این روی‌داد را اظهار نماید و هم‌چنین یک تولی/گروهان سربازان افغان به بیرق ایتالیا سلام نظامی بدهند. افزون بر آن، وی تقاضا می‌نماید که علاوه بر استرداد خون بهاء که پرداخت شده‌است، حکومت افغانستان مبلغ ۷٬۰۰۰ یورو غرامت بپردازد. حکومت افغانستان به حدی در پاسخ‌دادن خود امروز و فردا می‌کند که صبر حکومت ایتالیا به آخر می‌رسد و احتمال یک گسست در روابط دیپلماتیک قریب‌الوقوع می‌شود، اما در ۱۷ اوت تلگرامی به روم می‌رسد که در آن گفته شده‌است حکومت افغانستان شرایط آن‌ها را می‌پذیرد. روز بعد اعلام می‌گردد که وزیر امور خارجه افغانستان جهت معذرت‌خواهی نزد سفیر ایتالیا در کابل رفته و بیش از ۶٬۰۰۰ یورو را به عنوان غرامت و بازپرداخت خون بهاء تسلیم وی نموده‌است. پس از این اقدام، روابط خوب میان دو کشور از سرگرفته می‌شود.

## تولدها
- تاریخ نامعلوم – محمد حسن شرق، سیاست‌مدار